# Њеполомице
Њеполомице (пољ. Niepołomice) је град у Пољској у Војводству Малопољском у Повјату вјеличком. Према попису становништва из 2011. у граду је живело 9.987 становника.

## Становништво
Према прелиминарним подацима са пописа, у граду је 2011. живело 9.987 становника.
| 2002. | 2011. | 2012.  |
| ----- | ----- | ------ |
| 8.100 | 9.987 | 10.482 |

## Партнерски градови
- Saint-Jean-de-la-Ruelle